# Dialogue avec mon jardinier
Dialogue avec mon jardinier is een Franse film van Jean Becker die werd uitgebracht in 2007.

## Samenvatting
De vijftiger Dupinceau, een succesvolle Parijse kunstschilder, keert terug naar het plattelandshuis van zijn ouders die onlangs zijn overleden. Hij heeft niet alleen de behoefte om de drukte van de grootstad te ontvluchten, in het huis waar hij zijn jeugd doorbracht wil hij zich ook bezinnen over zijn mislukt huwelijk en over de richting die zijn schilderkunst voortaan moet uitgaan. Hij wil eveneens het huis en de moestuin van zijn ouders in ere herstellen. 
Dujardin, een oude vriend en een gepensioneerde spoorwegarbeider, reageert als eerste op zijn advertentie voor een tuinman en wordt aangeworven. Beide mannen hebben elkaar in geen tijden meer gezien. Ze halen herinneringen op en vertellen elkaar over hun leven. Dujardin's eenvoudige manier van leven en van tegen dingen aankijken brengt een bewustwording op gang bij Dupinceau.

## Rolverdeling
- Daniel Auteuil : Dupinceau, de schilder
- Jean-Pierre Darroussin : Dujardin, de tuinman
- Fanny Cottençon : Hélène, de vrouw van Dupinceau
- Élodie Navarre : Carole, de dochter van Dupinceau
- Alexia Barlier : Magda, de minnares van Dupinceau
- Hiam Abbass : 'la femme', de vrouw van de tuinman
- Roger Van Hool : Tony, de schilder
- Maxime Pichot-Pierre : Dupinceau als kind
- Maxence Fayard : Dupinceau als adolescent
- Michel Lagueyrie : René
- Christian Schiaretti : Charles
- Jean-Claude Bolle-Reddat : de burgemeester
- Bernard Crombey : Durieux
- Nicolas Vaude : Jean-Etienne